# Arc-en-Barrois
Arc-en-Barrois is een gemeente in het Franse departement Haute-Marne (regio Grand Est). De plaats maakt deel uit van het arrondissement Chaumont. Arc-en-Barrois telde op 1 januari 2022 688 inwoners.

## Geografie
De oppervlakte van Arc-en-Barrois bedroeg op 1 januari 2022 50,44 vierkante kilometer; de bevolkingsdichtheid was toen 13,6 inwoners per km².

## Demografie
Onderstaande figuur toont het verloop van het inwonertal (bron: INSEE-tellingen).